# Manettia fiebrigii
Manettia fiebrigii é uma espécie de dicotiledónea pertencente à família Rubiaceae, descrita em 1931.